# Apostolado (Zurbarán)
Apostolado es el tema de una serie pictórica de doce lienzos. Diez de ellos son obra de Francisco de Zurbarán con la colaboración de su taller, y componen las referencias 58 y desde la 60 hasta la 68 inclusive, en el primer volumen del catálogo razonado y crítico, realizado por la historiadora del arte Odile Delenda, Otros dos lienzos son obras propiamente de taller, y constan con las referencias II-245 y II-246 en el segundo volumen del mencionado catálogo. 

## Introducción
Se conocen varios apostolados, considerados obras del taller de Zurbarán. El presente conjunto es el mejor de todos, el de cronología más temprana ý el único que tiene su pieza principal —San Pedro— firmada y fechada, lo cual denota la especial estima del maestro hacia esta serie en concreto, y su participación personal en la realización de algunos lienzos. Como es habitual en muchos apostolados de diversos artistas, en esta serie san Matías es substituido por san Pablo, considerado el "apóstol de los gentiles".

## Galería de imágenes
|           |
| San Pedro |

|           |
| San Pablo |

|                         |
| San Juan el Evangelista |

|                   |
| Santiago el Mayor |

|            |
| San Andrés |

|            |
| San Felipe |

|               |
| San Bartolomé |

|                   |
| Santiago el Menor |

|           |
| San Simón |

|                 |
| San Judas Tadeo |

|             |
| Santo Tomás |

|           |
| San Mateo |

## Análisis del conjunto

### Datos técnicos y registrales
- Todos los cuadros están en Lisboa, Museo Nacional de Arte Antiguo;
- Todos los cuadros están realizados en pintura al óleo sobre lienzo;
- San Pedro está fechado en 1633. Los otros lienzos se consideran realizados ca. 1633.[2]

#### San Pedro
- 218 x 112 cm, según el Museo;[3]
- Firmado y fechado ángulo inferior izquierdo: fran.co de zurbarán faciebat/1633;
- Restaurado por Luciano Freire en 1913-1919;
- Catalogado por Delenda con la referencia 58, por el museo con la 1379 y por Tiziana Frati con el número 114.

#### San Pablo
- 218 x 111,5 cm, según O. Delenda;[4]
- Restaurado por Luciano Freire en 1913-1919;
- Catalogado por Delenda con la referencia 60, por el museo con la 1377 y por Tiziana Frati con el número 113.

#### San Juan el Evangelista
- 218 x 111,5 cm, según el Museo;[5]
- Restaurado por Luciano Freire en 1913-1919;
- Catalogado por Delenda con la referencia 61, por el museo con la 1381 y por Tiziana Frati con el número 110.

#### Santiago el Mayor
- 217,5 x 111 cm, según el Museo;[6]
- Restaurado por Fernando Mardel en 1944;
- Catalogado por Delenda con la referencia 62, por el museo con la 1383 y por Tiziana Frati con el número 108.

#### San Andrés
- 218 x 111,5 cm, según el Museo;[7]
- Restaurado por Luciano Freire en 1913-1919;
- Catalogado por Delenda con la referencia 63, por el museo con la 1382 y por Tiziana Frati con el número 105.

#### San Felipe
- 218 x 111,5 cm, según Delenda;[8]
- Restaurado por Fernando Mardel en 1944;
- Catalogado por Delenda con la referencia 64, por el museo con la 1374 y por Tiziana Frati con el número 107.

#### San Bartolomé
- 218 x 111,5 cm, según el Museo;[9]
- Restaurado por Luciano Freire en 1913-1919;
- Catalogado por Delenda con la referencia 65, por el museo con la 1368 y por Tiziana Frati con el número 106.

#### Santiago el Menor
- 217 x 111,5 cm, según el Museo;[10]
- Restaurado por Luciano Freire en 1913-1919;
- Catalogados por Delenda con la referencia 66, por el museo con la 1380 y por Tiziana Frati con el número 109.

#### San Simón
- 217 x 111,5 cm, según Delenda;[11]
- Restaurado por Fernando Mardel en 1944;
- Catalogado por Delenda con la referencia 67, por el museo con la 1370 y por Tiziana Frati con el número 116.

#### San Judas Tadeo
- 218 x 111,5 cm, según el Museo;[12]
- Restaurado por Fernando Mardel en 1944;
- Catalogado por Delenda con la referencia 68, por el museo con la 1369 y por Tiziana Frati con el número 111.

#### Santo Tomás
- El Museo no facilita sus medidas ni su número de catálogo;
- Catalogado por Delenda con la referencia II-246 y por Tiziana Frati con el número 117.

#### San Mateo
- El Museo no facilita sus medidas ni su número de catálogo;
- Catalogado por Delenda con la referencia II-245 y por Tiziana Frati con el número 112.[13]

### Descripción del conjunto
En los apostolados tradicionales, las figuras suelen llevar una filacteria, una cartela y/o un atributo que concreta a cada personaje. Aquí, Zurbarán prescinde de los dos primeros elementos mencionados, y en algunos cuadros minimiza la representación del atributo de santidad. Aunque los doce lienzos son de una calidad muy desigual, siendo evidente la participación del obrador, tienen sin embargo una monumentalidad impresionante. Los apóstoles son representados según sugería la Contrarreforma: varoniles, ásperos e hirsutos, mostrando gran arrobo místico. Son figuras de pie, de cuerpo entero, algo mayores que el natural, ocupando la mayor parte del lienzo, y destacando con sus ampulosos mantos sobre el fondo oscuro. Junto a soluciones espaciales originales y muy logradas, como Santiago el menor, otras son estereotipadas, como el san Juan evangelista. Los personajes presentan unos pies desmesurados, seguramente realizados por un ayudante, encargado de este detalle anatómico.
San Pedro no es representado como el jefe de la iglesia, sino con una iconografía propia de las lágrimas de san Pedro, formando una figura individualizada, mientras que los demás personajes pierden gran parte de su significado si son contempladas por separado. Seis figuras aparecen mirando a la derecha del espectador, y seis a la izquierda, lo que sugiere su colocación originaria en una habitación rectangular, con grupos de seis en cada muro lateral, y quizás con un Salvator Mundi —actualmente perdido— en el testero. Los que caminan de perfil serían los más alejados del testero. Los otros aparecen parados, como si hubiesen llegado, y algunos vuelven sus rostros hacia el espectador, a la entrada del hipotético recinto.

## Procedencia
Se desconoce quién fue el comitente de este conjunto. Paul Guinard ha sugerido que fuera una donación de Felipe IV a la ciudad de Lisboa. Zurbarán y su taller realizaron varios apostolados para el mercado americano, y quizás esta serie terminara en Portugal en lugar de América, o bien fuera realizado para un cliente portugués.
1. Lisboa, Palacio del Arzobispo, Iglesia de San Vicente de Fora;
2. Lisboa, Museu de Arte Antiga, 1913.[19]